# McGill (Nevada)
McGill is een plaats (census-designated place) in de Amerikaanse staat Nevada, en valt bestuurlijk gezien onder White Pine County.

## Demografie
Bij de volkstelling in 2000 werd het aantal inwoners vastgesteld op 1054.

## Geografie
Volgens het United States Census Bureau beslaat de plaats een oppervlakte van 2,9 km², geheel bestaande uit land. McGill ligt op ongeveer 1990 m boven zeeniveau.

## Plaatsen in de nabije omgeving
De onderstaande figuur toont nabijgelegen plaatsen in een straal van 164 km rond McGill.